# Patrik Strenius
Patrik Sten Ola Strenius (tidigare Johansson), född 6 mars 1972 i Karlskrona, svensk friidrottare. 
Strenius är mest bemärkt för sina insatser på 100 meter, han är Sverigetrea genom tiderna på distansen (efter Peter Karlsson och Henrik Larsson).
Strenius tävlade för KA 2 IF (Karlskrona) och representerade Sverige i internationella sammanhang. Strenius var svensk rekordinnehavare på 100 meter en kort period 1996 då han noterade 10,21 1 juni i Madrid, fyra hundradelar bättre än Christer Garpenborgs och Peter Karlssons delade rekord. Redan den 9 juni återtog emellertid Karlsson rekordet (10,18). Förvirringen angående rekordet var dock i det närmaste total under säsongen. Karlsson noterade 10,16 men kunde ej uppvisa målfoto, ett öde som även drabbade Strenius i ett 10,18-lopp. 
Vid Atlantaolympiaden 1996 satte det svenska stafettlaget (med de rekordsnabba herrarna Karlsson och Strenius i spetsen) svenskt rekord och kom in på en femte plats i finalen. Strenius själv blev utslagen på 100 meter (tid 10,48 s).. 
Under 2000-talet har Strenius arbetat aktivt mot dopning, bland annat i egenskap av ledamot av Riksidrottsförbundets dopningkommission.

## Rekord

### Personliga rekord
- 100 meter: 10,21, Madrid, 1 juni 1996[4]

### Svenska rekord
- 4x100 meter: 38,63 (Sverige: Karlsson, Mårtensson, Hedner och Strenius), Atlanta, 2 augusti 1996